# Aart van der Wijck
Carel Herman Aart (Aart) van der Wijck (Amboina, 29 maart 1840 – Baarn, 8 juli 1914) was een Nederlands gouverneur-generaal van Nederlands-Indië en lid van de Eerste Kamer.

## Persoonlijk leven
Van der Wijck werd geboren als telg uit het geslacht Van der Wyck en zoon van jhr. mr. Herman Constantijn van der Wijck (1815-1889), lid van de Raad van Indië, en Marianne Susanna Lucia de Kock van Leeuwen (1821-1912) en droeg de titel van jonkheer. Hij bracht het eerste gedeelte van zijn jeugd in Nederlands-Indië door als oudste van twaalf kinderen en werd voor zijn verdere opleiding naar Nederland gezonden. Hij bezocht daar het gymnasium te Zutphen en vervolgens de Koninklijke Academie voor de opleiding van Indische bestuursambtenaren in Nederlands-Indië te Delft. In 1863 werd hij benoemd tot ambtenaar van de tweede klasse voor de burgerlijke dienst in Nederlands-Indië, waardoor hij benoembaar was in alle ambten met uitzondering van de rechterlijke.
Hij trouwde op 15 maart 1871 met Constance Wilhelmine van den Broek, uit welk huwelijk drie dochters (van wie een jonggestorven) en een zoon werden geboren.
In zijn vrije tijd was Van der Wijck bezig met de genealogie en maakte hij de publicatie van het boek Het Münsterse geslacht Van der Wijck (Den Haag, 1911) mogelijk. De broers van Van der Wijck waren eveneens invloedrijke staatslieden: jhr. Herman Marinus van der Wijck was minister van Marine, jhr. Herman van der Wijck was lid van de Raad van State en jhr. Otto van der Wijck vicepresident van de Raad van Indië. Zijn dochter Caroline Angélique trouwde met jhr. mr. Andries C.D. de Graeff die eveneens gouverneur-generaal van Nederlands-Indië werd.
Van der Wijck overleed op 9 juli 1914 in zijn huis Thor Wieck te Baarn.

## Loopbaan
Van der Wijk werd in 1864 in Indië, Batavia, aangesteld als tweede commies op de Algemene Secretarie en in 1865 bevorderd werd tot eerste commies. In 1866 werd hij als hoofdcommies overgeplaatst naar het dan pas opgerichte Departement van Binnenlands Bestuur. In 1868 trad hij in de rangen van het eigenlijke Binnenlandse Bestuur door zijn benoeming tot secretaris van de residentie Batavia. In 1873 werd hij benoemd tot assistent-resident te Soerakarta en in 1876 volgde zijn overplaatsing in dezelfde rang naar Buitenzorg. Van der Wijck verkreeg voor zijn doortastende optreden bij de beteugeling van de ongeregeldheden in 1878 op het particuliere land Tjitrap (bij de woning van controleur kapitein Von Balluseck) een bijzondere tevredenheidsbepaling van het gouvernement.
Hij werd in 1880 benoemd tot resident van Tegal; in dit gewest, waar de bevolking gebukt ging onder de last van de suikerindustrie, met de daaraan nog tot 1890 verbonden bestuursdwang, wist hij een regeling te treffen voor de conflicten over het gebruik van bevloeiingswater, dat zowel voor de fabrikanten (waterkracht voor de machines) als voor de bevolking onmisbaar was. In 1884 volgde zijn aanstelling tot resident van Soerabaja, waar hij onder meer betrokken was bij plannen tot verbetering van de waterhuishouding van de Solo-vallei. Een nota van hem van 29 oktober 1887 over deze kwestie werd later gepubliceerd in het Tijdschrift van het Koninklijk Instituut van Ingenieurs (1890-1891). Van der Wijck werd in 1888 benoemd tot lid van de Raad van Indië en werd het jaar daarop aangesteld tot vicepresident van deze raad.
Hij kreeg - op zijn verzoek - in 1891 eervol ontslag uit Nederlands-Indische dienst. Terug in Nederland werd hij commissaris van de Koninklijke Paketvaart Maatschappij (KPM). Op 15 juni 1893 werd hij op voordracht van minister van Koloniën Van Dedem benoemd tot opvolger van Pijnacker Hordijk als gouverneur-generaal van Nederlands-Indië. Op uitdrukkelijk eigen verzoek vertrok hij nog in dienst zijnde van de KPM naar Nederlands-Indië. Na aankomst benoemde hij eerst een nieuwe KPM-agent voor Nederlands-Indië, stelde lokale KPM-havenmeesters aan en voerde bezuinigingen door bij het KPM-kantoor in Batavia voordat hij op 17 oktober dat jaar beëdigd werd tot gouverneur-generaal.

## Gouverneur-generaal van Nederlands-Indië

### Lombok

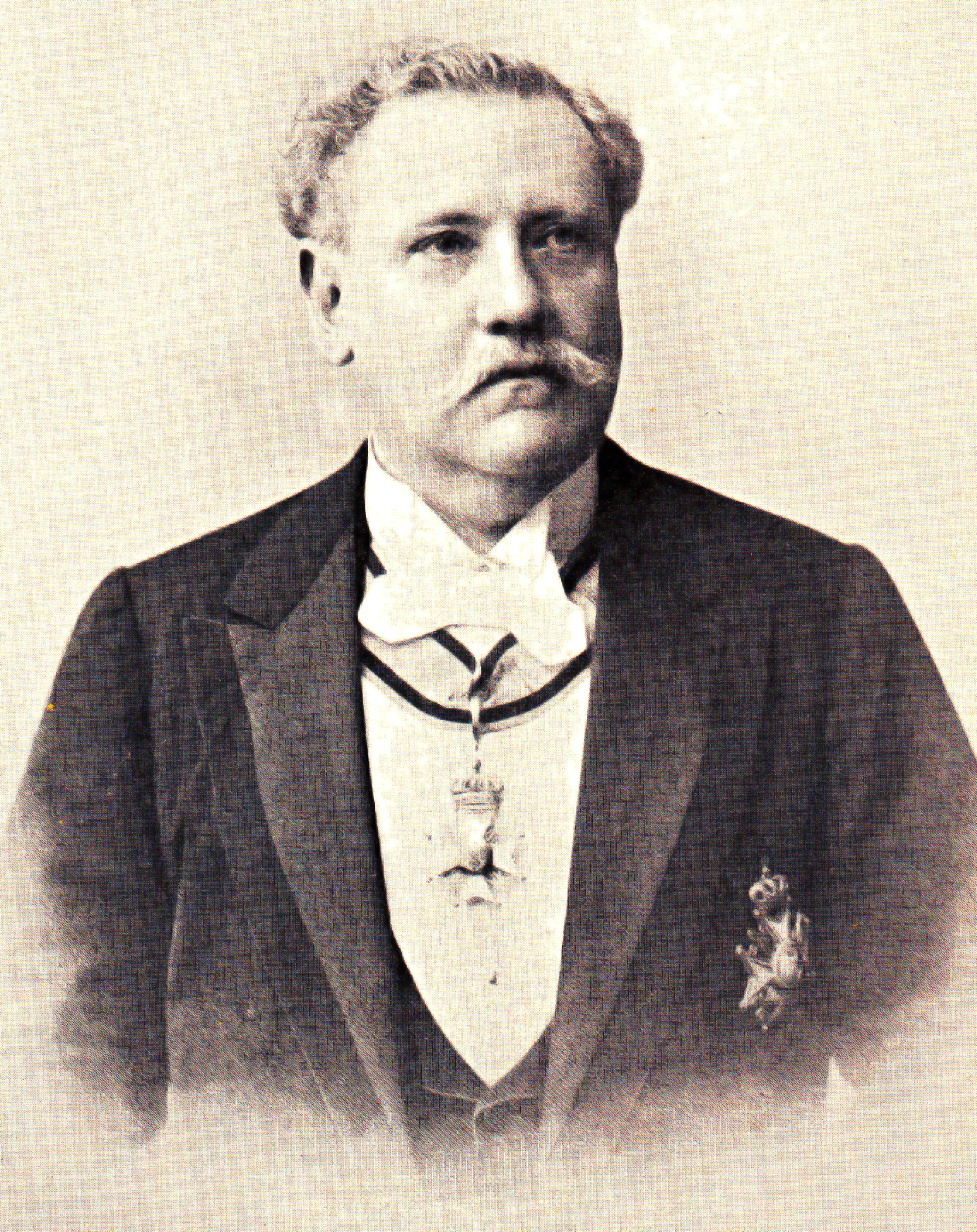
Carel Herman Aart van der Wijck als gouverneur-generaal

In 1894 kwam het Nederlandse gouvernement op initiatief van Van der Wijck tussenbeide op Lombok, waar een bloedige strijd heerste tussen de Balinese heerserskaste en de rest van de bevolking. De expeditionaire macht van ongeveer 2.500 man, onder leiding van opperbevelhebber generaal-majoor Vetter, werd in de avond van 25 augustus 1894 onverwachts overrompeld en moest met zware verliezen naar de kust terugtrekken. Ongeveer een zesde van het expeditieleger sneuvelde, raakte gewond of werd gevangengenomen. De morgen daarop ontving Van der Wijck een telegram met de berichten daarover, bij aankomst te Weltevreden aangeboden door de stationschef; hierin werd door generaal Vetter het Lombok-debacle vermeld: de overval van de bivakken te Tjakra Negara en Mataram, de haastige terugtocht naar Ampenan, het sneuvelen van generaal-majoor Van Ham en van vele officieren en tal van soldaten, het gewond en vermist zijn van velen. Na het schijnbare succes der expeditie kwam dus deze voor Nederland verpletterende tijding. Reeds dezelfde morgen om 10 uur kwam de vicepresident van de raad, W.P. Groeneveld, en kort daarop de legercommandant, generaal Gey van Pittius, daartoe met spoed ontboden, aan bij het paleis en reeds om 12 uur presideerde Van der Wijck aldaar een buitengewone vergadering van de Raad van Indië, die ook werd bijgewoond door de commandanten van land- en zeemacht. In die vergadering werden de voorlopige maatregelen vastgesteld tot aanvulling en versterking van de expeditie en voor een krachtige hervatting van de operaties op Lombok, zodat reeds in de morgen van de 30ste augustus de toenmalige luitenant-kolonels De Moulin en Scheuer met anderen ter vervanging of aanvulling naar het toneel van de strijd konden vertrekken, weldra gevolgd door meer troepen en voorraden. Op initiatief van Van der Wijck werden aldus op grote schaal militaire versterkingen naar Lombok gezonden; de overval werd gewroken, het heersende Balinese vorstengeslacht werd afgezet en het eiland onder rechtstreeks Nederlands-Indisch bestuur geplaatst.

### Atjeh en overig bestuur

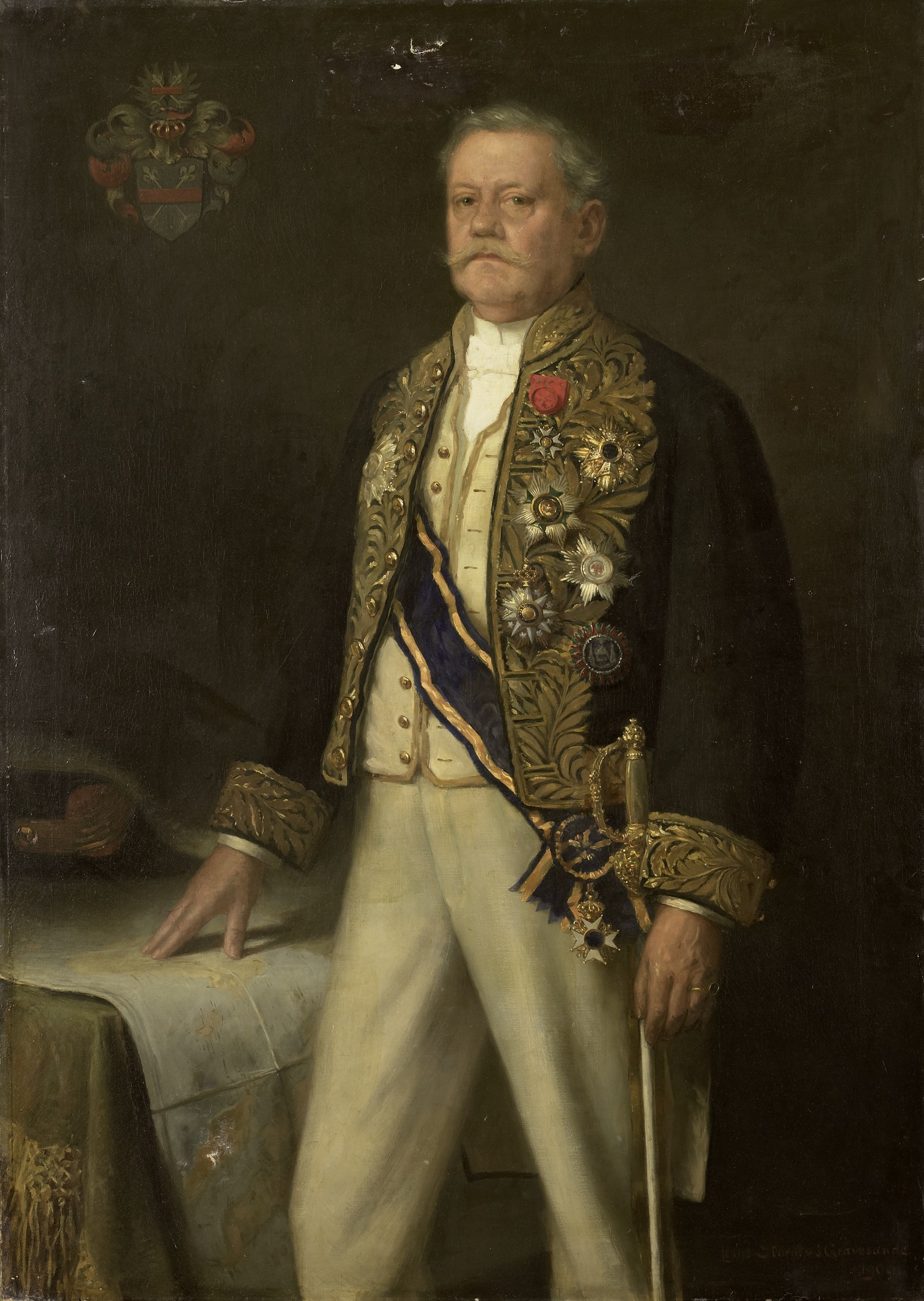
portret in gouverneurskostuum, 1900, Louis Storm van 's-Gravensande

Ook te Atjeh waren de zaken uit de hand gelopen; Van der Wijck greep krachtig in, ontsloeg verantwoordelijk generaal Deykerhoff en deed een troepenmacht naar Atjeh sturen onder leiding van generaal Vetter, die de orde herstelde. Van der Wijck kreeg onder meer kritiek uit de Staten-Generaal voor zijn bemoeienis met de verhuur van gronden door de Javaanse bevolking aan de suikerfabrikanten; men meende dat hij te veel de kant koos van de fabrikanten, die de particuliere suikerindustrie zouden hebben doen ontaarden in een vermomd dwangstelsel. Met de door minister van Dedem in 1893 ingestelde wetsontwerpen tot reorganisatie en decentralisatie van het Indische bestuur kon Van der Wijck zich wel verenigen, al was hij van mening dat deze op enkele punten wat te hard van stapel liep. Hij wilde echter wel dat de Indische begroting in Indië zelf werd vastgesteld, waardoor Nederland het budgetrecht uit handen zou geven. Onder het bestuur van Van der Wijck werd verder een begin gemaakt met de invoering van de opiumregie, het monopoliseren van de productie en verkoop van opium in Nederlands-Indië door de Nederlandse overheid.
Vanaf 1895 werd de jonge jurist Andries Cornelis Dirk de Graeff secretarieambtenaar en algemeen secretaris van Idenburg, hij trouwde met een dochter van Idenburg en zou Gouverneur-Generaal worden in de jaren 1926-1931.

## In Nederland
Na zijn terugkeer in Nederland bekleedde Van der Wijck nog een aantal functies en commissariaten in het bedrijfsleven; de belangrijkste was die van president-commissaris van de Koninklijke Nederlandse Maatschappij tot Exploitatie van Petroleumbronnen in Nederlands-Indië van 1903 tot 1913; verder was hij voorzitter van de in 1902 ingestelde Mijnraad en lid van de Eerste Kamer der Staten-Generaal (1904, als opvolger van Tak van Poortvliet).
Gouverneur-generaal van de VOC

Both · 
Gerard Reynst · 
Reael · 
Coen · 
Carpentier · 
Coen · 
Specx · 
Brouwer · 
Van Diemen · 
Van der Lijn · 
Carel Reyniersz · 
Maetsuycker · 
Rijcklof van Goens · 
Speelman · 
Camphuys · 
Van Outhoorn · 
Van Hoorn · 
Van Riebeeck · 
Van Swol · 
Zwaardecroon · 
De Haan · 
Durven · 
Van Cloon · 
Patras · 
Valckenier · 
Thedens · 
Van Imhoff · 
Mossel · 
Van der Parra · 
Van Riemsdijk · 
De Klerk · 
Alting

 

Gouverneur-generaal van staatswege

Van Overstraten · 
Siberg · 
Wiese · 
Daendels · 
(Britse interventie: Raffles en Fendall) · 
Van der Capellen · 
De Kock · 
Du Bus de Gisignies · 
Van den Bosch · 
Baud · 
De Eerens · 
Van Hogendorp · 
Merkus · 
Jan Reijnst · 
Rochussen · 
Duymaer van Twist · 
Pahud · 
Prins · 
Sloet van de Beele · 
Prins · 
Mijer · 
Loudon · 
Van Lansberge · 
s'Jacob · 
Van Rees · 
Pijnacker Hordijk · 
Van der Wijck · 
Rooseboom · 
Van Heutsz · 
Idenburg · 
Van Limburg Stirum · 
Fock · 
De Graeff · 
De Jonge · 
Tjarda van Starkenborgh Stachouwer
- Biografisch Portaal: 01173832
- International Standard Name Identifier: 0000 0003 9370 5634
- Nederlandse Thesaurus van Auteursnamen: 273439006
- Parlement.com: vg09lld5k3zm
- Virtual International Authority File: 288017467
- WorldCat: E39PBJj8RB7JFCPFbGqpkQkv73